# Çà, bergers, assemblons-nous
Çà, bergers, assemblons-nous est une chanson de Noël. Il est l'un des chants pastoraux chrétiens le plus connu. Sa structure poétique se compose de cinq sixains à rimes plates et croisées. La chanson est l'adaptation d'une plus ancienne chanson du XVIe siècle, Où s'en vont ces gais bergers.  Beaucoup de chansons populaires ont été mises en musique à cette époque. Le folkloriste et littéraire Ernest Gagnon a écrit à propos de cette chanson au XIXe siècle. 

## Inspiration
Le chant tire son inspiration de l'Évangile selon Luc : 

« Il y avait, dans cette même contrée, des bergers qui passaient dans les champs les veilles de la nuit pour garder leurs troupeaux. Et voici, un ange du Seigneur leur apparut, et la gloire du Seigneur resplendit autour d'eux. Ils furent saisis d'une grande frayeur. Mais l'ange leur dit : Ne craignez point ; car je vous annonce une bonne nouvelle, qui sera pour tout le peuple le sujet d'une grande joie : c'est qu'aujourd'hui, dans la ville de David, il vous est né un Sauveur, qui est le Christ, le Seigneur. Et voici à quel signe vous le reconnaîtrez : vous trouverez un enfant emmailloté et couché dans une crèche. »

— (Lc 2, 8-12)

## Paroles de la chanson
Le chant Çà, bergers, assemblons-nous, tel que composé par l'abbé Simon-Joseph Pellegrin, compte neuf couplets. De nos jours, les couplets habituellement interprétés sont les couplets 1, 2, 3, 6 et 9.
1. Çà, bergers, assemblons-nous,

Allons voir le Messie ;

Cherchons cet enfant si doux,

Dans les bras de Marie :

Je l'entends, il nous appelle tous :

Ô sort digne d'envie!
2. Laissons là tout le troupeau ;

Qu'il erre à l'aventure :

Que sans nous sur ce coteau,

Il cherche sa pâture ;

Allons voir dans un petit berceau,

L'auteur de la nature
3. Que l'hiver par ses frimas,

Ait endurci la plaine ;

S'il croit arrêter nos pas,

Cette espérance est vaine ;

Quand on cherche un Dieu rempli d'appas,

On ne craint point de peine.
4. Sous la forme d'un mortel,

C'est un Dieu qui se cache ;

Du sein du Père éternel

Son tendre amour l'arrache ;

En victime il se livre à l'autel,

C'est un agneau sans tache.
5. Faisons retentir les airs

Du son de nos musettes,

Accordons, dans nos concerts,

Timballes et trompettes ;

Célébrons le Roi de l'univers,

Il est dans nos retraites.
6. Sa naissance sur ces bords

Ramène l'allégresse :

Répondons par nos transports,

À l'ardeur qui le presse ;

Secondons de nouveaux efforts,

L'excès de sa tendresse.
7. Nous voici près du séjour

Qu'il a pris pour asile ;

C'est ici que son amour

Nous fait un sort tranquille ;

Ce village vaut, en ce grand jour,

La plus superbe ville.
8. Qu'il est beau! Qu'il est charmant!

De quel éclat il brille!

Joseph passe vainement

Pour le chef de famille ;

Le vrai Père est dans le firmament,

La Mère est une fille.
9. Dieu naissant, exauce-nous,

Dissipe nos alarmes ;

Nous tombons à tes genoux,

Nous les baignons des larmes.

Hâte-toi de nous donner à tous

La paix et tous ses charmes.

## Où s'en vont ces gais bergers (ancien français)
Où s'en vont ces gais bergers

Ensemble coste à coste

Nous allons voir Jésus-Christ

Né dedans une grotte ;

Où est-il le petit nouveau-né, 

Le verrons-nous encore ?
Pour venir avecques nous

Margote se descrotte ;

Jeanneton n'y peut venir

Elle fait de la sotte :

Où est-il…
Disant qu'elle a mal au pied

Elle veut qu'on la porte, 

Robin en ayant pitié

A appresté sa hotte, 

Où est-il…
Tant ont fait les bons bergers

Qu'ils ont veu cette grotte, 

En l'estable où n'y avait

Ni fenestre ni porte

Où est-il…
Ils sont tous entrés dedans

D'une âme très dévote

Là ils ont veu le Seigneur

Dessus la chèvenotte.

Où est-il…